# Copa Brasil de Handebol Masculino de 2016
A Copa Brasil de Clubes de Handebol de 2016  foi a 17ª edição da Copa Brasil de Handebol Masculino realizado entre diversos times do Brasil.  A competição foi organizada pela Confederação Brasileira de Handebol (CBHb).
A ADJF/Independência Trade/Uninassau/Sport conquistou de forma invicta o título da Copa Brasil de Handebol Masculino Adulto ao bater na final o Hollanda/GHC/Codó, do Maranhão, por 28 a 26. Além das finalistas, mais seis equipes participaram do torneio. O artilheiro do campeonato foi Amilton Sousa (HSU-AM) com 44 gols.

## Forma de disputa
A Copa Brasil contou com oito participantes. Na chave A, ADJF/Independência Trade/Sport/Uninassau (MG), HSU/EBF (AM), Moto Clube (MA) e Remo/Handteam (PA). Já o grupo B reuniu Hollanda/GHC/Codó (MA), Português/AESO (PE), Colégio Sucesso (PA) e América (AL).A  fase principal foi dividida em dois grupos (grupos A e B) com quatro equipes cada, sendo realizado em turno único qualificando duas equipes por grupo para a fase final. com semifinais e finais em jogos únicos. 
Na fase de grupos da competição, a vitória vale três pontos, empate vale dois pontos e derrota vale um ponto.

## Participantes
| Equipe                                   | Cidade        | Títulos        |
| ---------------------------------------- | ------------- | -------------- |
| ADJF/Independência Trade/Uninassau/Sport | Juiz de Fora  | 0 (não possui) |
| América                                  | Maceió        | 0 (não possui) |
| Colégio Sucesso                          | Belém do Pará | 0 (não possui) |
| Holanda/GHC/Codó                         | Codó          | 0 (não possui) |
| Handebol SESI UNINORTE/EBF               | Manaus        | 0 (não possui) |
| Moto Club                                | São Luís      | 0 (não possui) |
| Português/AESO (PE)                      | Recife        | 0 (não possui) |
| Remo/Handteam (PA)                       | Belém do Pará | 0 (não possui) |

## Fase principal
Grupo A
| Pos | Equipe                                   | PG | V | E | D | GP  | GC  | SG  | Classificação        |
| --- | ---------------------------------------- | -- | - | - | - | --- | --- | --- | -------------------- |
| 1   | ADJF/Independência Trade/Uninassau/Sport | 9  | 3 | 0 | 0 | 114 | 73  | +41 | Classificado para SF |
| 2   | Remo/Handteam                            | 7  | 2 | 0 | 1 | 92  | 97  | -5  | Classificado para SF |
| 3   | Moto Club                                | 5  | 1 | 0 | 2 | 78  | 88  | -10 |                      |
| 4   | Handebol SESI UNINORTE/EBF               | 3  | 0 | 0 | 3 | 81  | 107 | -26 |                      |

Grupo B
| Pos | Equipe              | PG | V | E | D | GP  | GC  | SG  | Classificação        |
| --- | ------------------- | -- | - | - | - | --- | --- | --- | -------------------- |
| 1   | Holanda/GHC/Codó    | 9  | 3 | 0 | 0 | 110 | 73  | +37 | Classificado para SF |
| 2   | América             | 7  | 2 | 0 | 1 | 85  | 93  | -8  | Classificado para SF |
| 3   | Português/AESO (PE) | 5  | 1 | 0 | 2 | 77  | 84  | -7  |                      |
| 4   | Colégio Sucesso     | 3  | 0 | 0 | 3 | 80  | 102 | -22 |                      |

## Fase Final
|  | Semifinais                               | Semifinais                               |                   |    | Final | Final |
|  |                                          |                                          |                   |    |       |       |
|  | 13 de Maio                               |                                          |                   |    |       |       |
|  |                                          |                                          |                   |    |       |       |
|  | Hollanda/GHC/Codó                        | 37                                       |                   |    |       |       |
|  | Hollanda/GHC/Codó                        | 37                                       | 14 de Maio        |    |       |       |
|  | Remo/Handteam                            | 30                                       |                   |    |       |       |
|  | Remo/Handteam                            | 30                                       | Hollanda/GHC/Codó | 26 |       |       |
|  | 13 de Maio                               |                                          | Hollanda/GHC/Codó | 26 |       |       |
|  |                                          | ADJF/Independência Trade/Uninassau/Sport | 28                |    |       |       |
|  | ADJF/Independência Trade/Uninassau/Sport | ADJF/Independência Trade/Uninassau/Sport | 28                | 36 |       |       |
|  | ADJF/Independência Trade/Uninassau/Sport |                                          |                   | 36 |       |       |
|  | América                                  | 27                                       |                   |    |       |       |
|  | América                                  | 27                                       | Disputa de 3      |    |       |       |
|  |                                          |                                          |                   |    |       |       |
|  | 14 de Maio                               |                                          |                   |    |       |       |
|  |                                          |                                          |                   |    |       |       |
|  | Remo/Handteam                            | 23                                       |                   |    |       |       |
|  | Remo/Handteam                            | 23                                       |                   |    |       |       |
|  | América                                  | 33                                       |                   |    |       |       |

### Semifinais
| 13 de Maio 14:00 | Hollanda/GHC/Codó | 37 x 30 | Remo/Handteam | Associação Beneficente Giuliano Esporte Clube |
| 13 de Maio 14:00 |                   |         |               | Associação Beneficente Giuliano Esporte Clube |
| 13 de Maio 14:00 |                   |         |               | Associação Beneficente Giuliano Esporte Clube |

| 13 de Setembro 12:30 | ADJF/Indepêndencia Trade/Uninassau/Sport | 36 x 27 | América | Associação Beneficente Giuliano Esporte Clube |
| 13 de Setembro 12:30 |                                          |         |         | Associação Beneficente Giuliano Esporte Clube |
| 13 de Setembro 12:30 |                                          |         |         | Associação Beneficente Giuliano Esporte Clube |

### Final
| 14 de Maio 14:00 | Hollanda/GHC/Codó | 26 x 28 | ADJF/Indepêndencia Trade/Uninassau/Sport | Associação Beneficente Giuliano Esporte Clube |
| 14 de Maio 14:00 |                   |         |                                          | Associação Beneficente Giuliano Esporte Clube |
| 14 de Maio 14:00 |                   |         |                                          | Associação Beneficente Giuliano Esporte Clube |

### Disputa de terceiro lugar
| 14 de Maio 12:30 | Remo/Handteam | 23 x 33 | América | Associação Beneficente Giuliano Esporte Clube |
| 14 de Maio 12:30 |               |         |         | Associação Beneficente Giuliano Esporte Clube |
| 14 de Maio 12:30 |               |         |         | Associação Beneficente Giuliano Esporte Clube |

### Disputa de quinto lugar
| 14 de Maio 10:00 | Português/AESO (PE) | 21 x 20 | Colégio Sucesso | Associação Beneficente Giuliano Esporte Clube |
| 14 de Maio 10:00 |                     |         |                 | Associação Beneficente Giuliano Esporte Clube |
| 14 de Maio 10:00 |                     |         |                 | Associação Beneficente Giuliano Esporte Clube |

### Disputa de sétimo lugar
| 14 de Maio 08:30 | Moto Club | 36 x 34 | Handebol SESI UNINORTE/EBF | Associação Beneficente Giuliano Esporte Clube |
| 14 de Maio 08:30 |           |         |                            | Associação Beneficente Giuliano Esporte Clube |
| 14 de Maio 08:30 |           |         |                            | Associação Beneficente Giuliano Esporte Clube |

## Classificação Final
| Posição | Equipe                                   |
| ------- | ---------------------------------------- |
| 1       | ADJF/Indepêndencia Trade/Uninassau/Sport |
| 2       | Holanda/GHC/Codó                         |
| 3       | América                                  |
| 4       | Remo/Handteam (PA)                       |
| 5       | Português/AESO (PE)                      |
| 6       | Colégio Sucesso                          |
| 7       | Moto Club                                |
| 8       | Handebol SESI UNINORTE/EBF               |

## Seleção do Campeonato
| Posição          | Nome                   | Clube                                    |
| ---------------- | ---------------------- | ---------------------------------------- |
| Goleiro          | Ismael Oliveira        | Holanda/GHC/Codó                         |
| Ponta esquerda   | Cleryston Novais       | ADJF/Independência Trade/Uninassau/Sport |
| Armador esquerdo | Welton de Lima         | ADJF/Independência Trade/Uninassau/Sport |
| Armador central  | Euzébio Henrique Silva | Holanda/GHC/Codó                         |
| Armador direito  | Tarcísio da Silva      | ADJF/Independência Trade/Uninassau/Sport |
| Ponta direita    | Glaucion Silva         | ADJF/Independência Trade/Uninassau/Sport |
| Pivo             | Antônio Helder         | Holanda/GHC/Codó                         |